# 清水製薬
清水製薬（しみずせいやく）はかつて存在した日本の医薬品メーカーである。

## 概要
静岡県清水市に設立された会社で、株式会社鈴木商店（現在の鈴与）の系列会社として清水食品の製薬研究室から独立して発足した。
設立当初は清水食品が開発した日本独自の魚インスリンを製造することを目的とした会社で、戦時中から戦後の日本の糖尿病医療を支えた。会社法人の設立が厳しく制限されていた戦時中に設立され、外国からの医薬品の輸入が途絶した戦時下で日本のインスリン供給を支え、南方や満州にまで輸出していた。平成の時代まで日本を代表するインスリンメーカーであった。
また、高度経済成長期以降は「輸液の清水」と呼ばれたほど輸液の製造を行っており、古い時代の病院でとりあえず患者に点滴を打っていた時代に消費されていた点滴の供給会社でもあった。
自社販売網を持たず商品の流通販売は武田薬品工業が行っていた。

## 歴史
- 昭和14年3月28日　清水食品に福屋三郎が入社して製薬研究室が発足、インスリンの研究を始める。
- 昭和15年 福屋三郎が戦時下の物資不足の状況下でも魚のハラワタから低コストでインスリンを大量生産する技術を確立したのを受けて、インスリンの製造販売を行うために会社法人の設立準備と工場の建設を始める。
- 昭和16年5月14日　清水食品、三菱商事、武田薬品工業が株主となって資本金19万円で静岡県清水市に社員14人の小さな会社を設立
- 昭和16年7月　武田薬品工業の販売網を通じてインスリンの出荷を開始
- 昭和20年5月19日　大曲工場が空襲により全焼
- 昭和20年7月7日　空襲により本社工場を全焼
- 昭和21年5月　復興工事が完了し生産を再開する。
- 昭和22年　インシュリン協会設立、価格改定が行われ医薬品の配給制が始まる。
- 昭和26年　輸液製剤ソリタを発売
- 昭和37年　ソリタTを発売、主力商品となり「輸液の清水」と呼ばれるほどになる。
- 平成14年　発行済み株式を味の素に完全売却
- 平成17年4月　味の素メディカ株式会社に商号変更
- 平成28年4月 EAファーマの発足により完全に消滅する。